# Jean-Claude Désir
Jean-Claude Désir (né le 8 août 1946 à Port-au-Prince) est un footballeur international haïtien, qui évoluait au poste de milieu de terrain.

## Biographie

### Carrière en club
Surnommé Tom Pouce, Jean-Claude Désir dispute l'essentiel de sa carrière en Haïti, au Racing Club Haïtien, de 1967 à 1968 puis à l'Aigle Noir jusqu'en 1974 avec toutefois une parenthèse aux États-Unis, au Cougars de Detroit, où il joue 11 matchs en North American Soccer League lors de l'année 1968, inscrivant un but.

### Carrière en équipe nationale
International haïtien de 1966 à 1977, Tom Pouce porte le maillot des Grenadiers à 40 reprises avec un total de 10 buts marqués. 
Il dispute 22 matchs comptant pour les éliminatoires de la Coupe du monde : sept lors des qualifications au mondial 1970, sept comptant pour les éliminatoires du mondial 1974, et huit rentrant dans le cadre des tours préliminaires au mondial 1978. Il inscrit six buts sur l'ensemble de ces éliminatoires.
Jean-Claude Désir fait partie de la génération dorée de footballeurs haïtiens, sacrée championne de la CONCACAF en 1973 et présente à la Coupe du monde de 1974 en Allemagne de l'Ouest où il a l'occasion de jouer les trois rencontres de son pays contre l'Italie, la Pologne et l'Argentine.
Buts en sélection
| Buts en sélection de Jean-Claude Désir | Buts en sélection de Jean-Claude Désir | Buts en sélection de Jean-Claude Désir                | Buts en sélection de Jean-Claude Désir | Buts en sélection de Jean-Claude Désir | Buts en sélection de Jean-Claude Désir | Buts en sélection de Jean-Claude Désir |
|                                        | Date                                   | Lieu                                                  | Adversaire                             | Score                                  | Résultat                               | Compétition                            |
| -------------------------------------- | -------------------------------------- | ----------------------------------------------------- | -------------------------------------- | -------------------------------------- | -------------------------------------- | -------------------------------------- |
| 1.                                     | 8 décembre 1968                        | Stade Sylvio-Cator, Port-au-Prince (Haïti)            | Guatemala                              | 1-0                                    | 2-0                                    | Qualif. Coupe du Monde 1970            |
| 2.                                     | 28 septembre 1969                      | Estadio Nacional Flor Blanca, San Salvador (Salvador) | Salvador                               | 0-2                                    | 0-3                                    | Qualif. Coupe du Monde 1970            |
| 3.                                     | 31 octobre 1971                        | Fort-de-France (Martinique)                           | Martinique                             |                                        | 2-2                                    | Match amical                           |
| 4.                                     | 1er décembre 1971                      | Port of Spain (Trinité-et-Tobago)                     | Honduras                               |                                        | 3-1                                    | Champ. CONCACAF 1971                   |
| 5.                                     | 15 avril 1972                          | Stade Sylvio-Cator, Port-au-Prince (Haïti)            | Porto Rico                             | 2-0                                    | 7-0                                    | Qualif. Coupe du Monde 1974            |
| 6.                                     | 23 avril 1972                          | Estadio Sixto Escobar, San Juan (Porto Rico)          | Porto Rico                             | 0-2                                    | 0-5                                    | Qualif. Coupe du Monde 1974            |
| 7.                                     | 29 mai 1973                            | Stade Sylvio-Cator, Port-au-Prince (Haïti)            | Colombie                               | 1-0                                    | 2-1                                    | Match amical                           |
| 8.                                     | 29 mai 1973                            | Stade Sylvio-Cator, Port-au-Prince (Haïti)            | Colombie                               | 2-1                                    | 2-1                                    | Match amical                           |
| 9.                                     | 1er décembre 1973                      | Stade Sylvio-Cator, Port-au-Prince (Haïti)            | Antilles néerlandaises                 | 2-0                                    | 3-0                                    | Qualif. Coupe du Monde 1974            |
| 10.                                    | 29 décembre 1976                       | Estadio Rommel Fernández, Panama (Panama)             | Cuba                                   | 0-2                                    | 0-2                                    | Qualif. Coupe du Monde 1978            |

## Palmarès
- Haïti
  - Vainqueur de la Coupe des nations de la CONCACAF en 1973.